# بيترولا
بلدية بيترولا (بالإسبانية: Pétrola) هي بلدية تقع في مقاطعة البسيط التابعة لمنطقة كاستيا لا مانتشا وسط إسبانيا.

## الديموغرافيا
بلغ عدد سكان بلدية بيترولا 843 نسمة عام 2011 (وفقاً للمعهد الوطني الإسباني للإحصاء).
| 979 | 915 | 877 | 878 | 873 | 839 | 843 |